# 컴팩

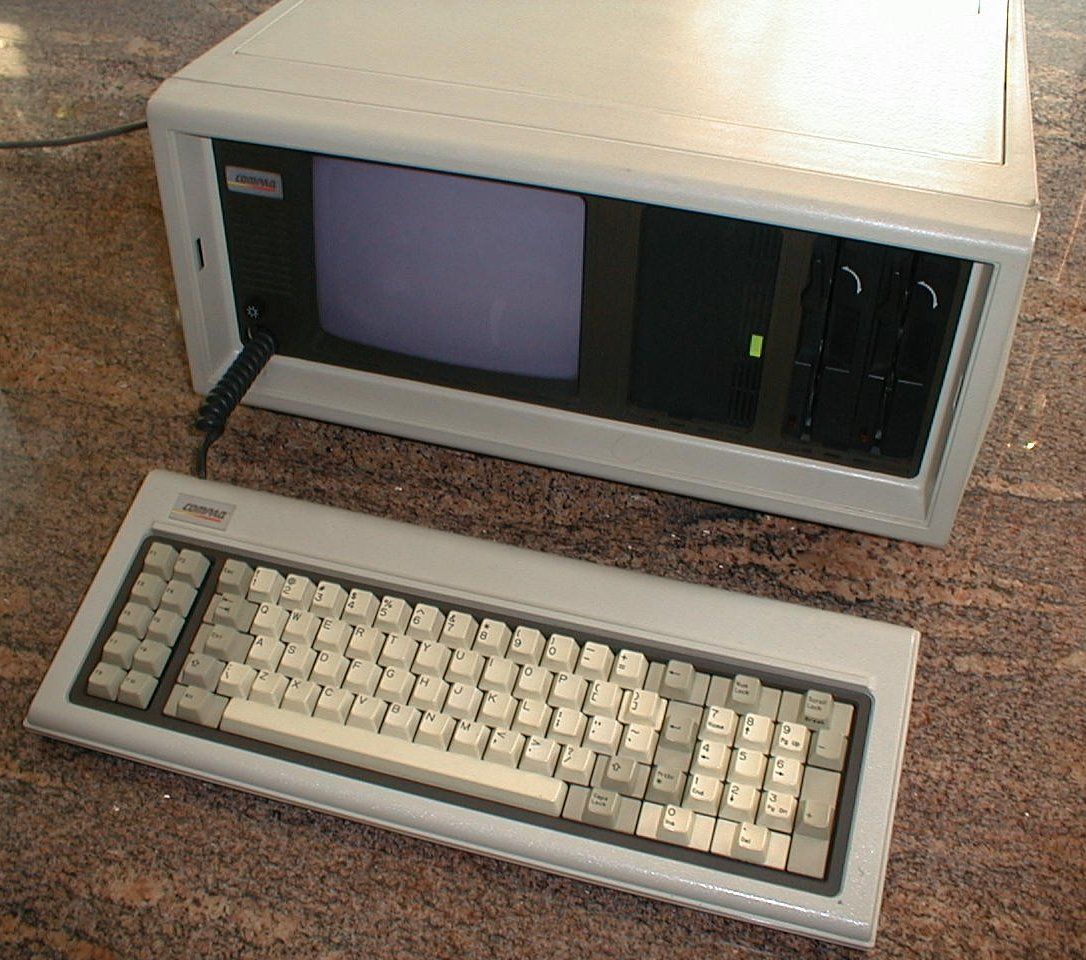
컴팩 포터블

컴팩(Compaq) 컴퓨터사는 1982년에 세운 미국의 개인용 컴퓨터 회사이며, 2002년에 HP에 인수되면서 폐업하였다.

## 역사
로드 캐니언, 짐 헤리스, 빌 머토가 1882년 창립하였으며, 이들은 이전 텍사스 인스트루먼트의 고위 관리자였다. "COMPAQ"이라는 이름은 "Compatibility and Quality"에서 따온 말이며, 컴팩이 첫 IBM PC 호환 컴퓨터의 일부를 생산한 데 기인한다.
1999년 Zip2를 인수하였다.
세계에서 가장 큰 개인용 컴퓨터 시스템 공급업체 가운데 하나였던 컴팩은 2002년까지 독립 회사로 존재해 오다가, 끝내 HP에 인수되었다.

## 같이 보기
- 컴퓨터 시스템 제조업체 목록